# انحياز أناني
الانحياز الأناني أو الانحياز المتمركز حول الذات (بالإنجليزية: Egocentric bias)‏ هو الميل إلى الاعتماد بشكل كبير على منظور الفرد الشخصي و/أو أن يكون له رأي عن نفسه أعلى من الواقع، والذي يبدو أنه نتيجة للحاجة النفسية لإرضاء الأنا وأن تكون مفيدة لتعزيز الذاكرة. وقد أظهرت الأبحاث أن الخبرات والأفكار والمعتقدات تكون أكثر سهولة للتذكر عندما تتطابق مع ذات الفرد، مما يتسبب في نظرة متمركزة حول الذات. وقد حدد مايكل روس وفيور سيكولي لأول مرة هذا التحيز المعرفي في ورقتهما عام 1979، «التحيزات الأساسية في التوافر والإسناد». ويشار إلى التحيز للأنانية من قبل معظم علماء النفس باعتباره مصطلح عام تقع تحته الظواهر الأخرى ذات الصلة.
تختلف تأثيرات الانحياز الأناني بناءً على طباع الشخصية، مثل العمر وعدد اللغات التي يتحدثها. لذلك فإن هناك العديد من الدراسات التي تسلط الضوء على تداعيات معينة للانحياز الأناني في سياقات مختلفة. يؤكد البحث العلمي حول العمل الجماعي على نظر الأفراد لمساهماتهم بصورة مختلفة عن مساهمات الآخرين. تهدف مناطق بحثية أخرى إلى دراسة كيفية ظهور الانحياز الأناني في المصابين بالأمراض العقلية، والعلاقة بين الانحياز الأناني وتوزيع الناخبين. تشمل تلك الدراسات حول الانحياز الأناني استطلاعات شفهية أو مكتوبة، بناءً على الحياة الشخصية للفرد أو قراراتهم في سيناريوهات افتراضية.

## التاريخ والتحليل
صاغ أنتوني غرينوالد مصطلح الانحياز الأناني للمرة الأولى في عام 1980، أنتوني غرينوالد هو عالم نفس في جامعة ولاية أوهايو. فقد وصفها كظاهرة يشوه فيها الأفراد معتقداتهم مما يجعل ذكرياتهم التي يستدعونها أو ما فهموه مبدئيًّا مختلفًا عن ما حدث بالفعل. يستشهد بأبحاث روغرز وكويبر وكيركر، الذين شرحوا تأثير مرجعية الذات؛ وهي القدرة على استدعاء المعلومات بصورة أفضل إذا فكروا في كيفية تأثير تلك المعلومات فيهم خلال عملية تخزين الذكريات. يجادل غرينوالد أن تأثير مرجعية الذات يدفع الناس إلى المبالغة في تقدير دورهم في موقف ما. وعندما يكون تخزين المعلومات أفضل، يعاني الناس من الانحياز الأناني، إذا أنتجوا المعلومات بطريقة نشطة وليست سلبية، مثل عندما يكون لهم دور مباشر في نتيجة الموقف. 
يحدث الانحياز الأناني عندما يفشل الناس في تناول الموقف من وجهات نظر غيرهم. يؤثر الانحياز الأناني على الأحكام الأخلاقية إلى حد أن الأفراد لا يعتقدون فقط في أن النتائج المفيدة للذات مُفضلة، ولكن أيضًا أنها أفضل أخلاقيًّا. يميل الناس للوعي بسلوكياتهم لأنهم يستخدمون أفكارهم ومشاعرهم للحصول على معلومات حول أنفسهم. تؤثر تلك الأفكار والمشاعر على كيفية رؤية الأشخاص لأنفسهم وعلاقتهم بغيرهم في المواقف المختلفة. من الأمثلة الشهيرة على ذلك عندما يُطلب من الناس أن يحددوا كمية الثقة التي يمكن أن يودعوها في شخص ما خلال عمل جماعي. يعتبر عالم النفس في جامعة هارفارد دانيال شاكتر الانحياز الأناني واحدًا من الخطايا السبعة للذاكرة، ويعكس الدور البارز الذي تلعبه النفس عند تخزين واسترجاع الذاكرة العرضية. عمومًا، يشعر الناس بأن اسهاماتهم في مشروع جماعي أعظم من مساهمات الآخرين؛ لأنهم يميلون إلى التركيز على كمية ما حققوه فقط. 
في السياق الاجتماعي، يؤثر الانحياز الأناني على الناس لاختيار الدائرة الاجتماعية القادرة على المحافظة على صفاتهم الجيدة. تُظهر الدراسات أن اختيار المرء لصديق أو لدائرة اجتماعية معتمد على التغذية الرجعية الإيجابية التي يحصل عليها الشخص في محيطه.

## أمثلة
في دراسة منشورة عام 1993 في اليابان، طُلب من المشاركين أن يكتبوا السلوكيات العادلة وغير العادلة التي يفعلونها والتي يفعلها غيرهم. عند الكتابة عن السلوكيات العادلة كانوا يبدأون الجُمل بكلمة «أنا». يوضح ذلك أن الناس يميلون إلى نسب نجاحاتهم وسلوكياتهم الإيجابية إلى أنفسهم، بينما يميلون إلى نسب عبء الفشل والسلوكيات السلبية للآخرين. كما كان هناك اختلافات جندرية في هذه الدراسة: حيث تذكرت النساء اليابانيات أفعال الآخرين عن أفعالهن مقارنةً بالرجال، وكانت النساء قادرات على نسب الأفعال العادلة وغير العادلة إلى الآخرين مقارنة بأنفسهن. 
وجدت دراسة أخرى أن الانحياز الأناني يؤثر على إدراك العدالة. شعر الأفراد أن الأجر الزائد لهم عادل عن الأجر الزائد للآخرين. وعلى العكس، شعروا أنه من غير العدل أن يُقتص من مالهم مقارنة بالآخرين. أظهرت دراسات غرينبرغ أن هذا الانحياز المتمركز نحو الذات يتلاشى عندما يوضع الأشخاص في حالة من الوعي بالذات، وطُبق ذلك في الدراسة بوضع مرآة في وجه الأفراد. عندما لا يكون الشخص واعيًّا بذاته، يشعر بأن شيئًّا ما عادل له، دون أن يكون هذا الشيء عادلًا للآخرين بالضرورة. وبالتالي فإن العدالة في هذا الصدد ذاتية ومنحازة. عندما يكون الشخص واعيًّا بذاته، هناك معيار ثابت للعدالة ويغيب الانحياز. عندما يكون واعيًّا بذاته، يقيّم الشخص الدفع المسرف أو الدفع القليل لنفسه وللآخرين بأنه غير عادل. يُعتقد أن تلك النتائج بسبب أن الوعي بالذات يؤدي إلى فحص الشخص لتصوراته عن العدالة في الأجور، وبالتالي يتجاوز الميول الانحيازية. 
يمكن ملاحظة الانحياز الأناني بوضوح في الأطفال، خاصة أولئك الذين لم يطوروا بعد نظرية العقل، أو القدرة على فهم المواقف من وجهة نظر الآخرين. في دراسة أجراها ويمر وبيرنر، قُدم طفل وحيوان اختبار مع صندوقين لهما ألوان مختلفة، وعُرض على كليهما وجود شيء محل اهتمام في كل من الصندوقين. ثم أزال المُختبر بعد ذلك الحيوان من الغرفة ونقل الشيء إلى الصندوق الآخر. وعندما سُئل أين يجب على الحيوان أن يبحث عن الشيء، اختار الطفل الإشارة إلى الصندوق الذي يعلم أنه يوجد به. فبدلًا من التفكير من وجهة نظر الحيوان، أظهر الطفل انحيازًا أنانيًّا بافتراض أن الحيوان يشارك الطفل وجهة نظره، حتى لو كان الحيوان لا يعلم نفس المعلومات التي يعلمها الطفل. 

## الأسباب
فُحصت الأسباب والدوافع القابعة خلف الانحياز الأناني في عام 1983، وقام بهذا الفحص بريان مولين من جامعة ولاية موري. حازت تلك الدراسة على الإلهام من دراسة روس وزملائه الموضحة لتأثير الإجماع الكاذب، ركزت ورقة مولين على المبالغة في تقدير الإجماع. حلل مولين العرض التليفيزيوني على إن بي سي «العب بالنسب Play the Percentages» لتحديد ما إذا كان الانحياز الأناني له جذور إدراكية غير قصدية مشوهة للواقع أو ما إذا كان دافعًا واعيًّا قصديًّا للظهور بشكل نمطي. كان المشاركون في هذه الدراسة متسابقين في العرض، 20-30 عام من الطبقة المتوسطة ومتزوجين مع توزيع متكافئ للجندر. في بداية كل عرض، يُطلب من الجمهور حل أسئلة ترفيهية، ثم تُسجل نسبة الإجابات الصحيحة لاستخدامها لاحقًا في اللعبة. وخلال كل جولة من اللعبة، يقدر المتنافسون نسبة الإجابات الصحيحة. والمتسابقون الذين يقتربون من النسبة الصحيحة يربحون تلك النسبة كمجموعة من النقاط، ثم إذا أجابوا على الأسئلة الترفيهية إجابات صائبة، يربحون الجزء المتبقي من النقاط بحد أقصى 100 نقطة. استقبل الزوج الأول الفائز بـ300 نقطة جائزة نقدية، مع فرصة الفوز بجوائز أخرى من المزيد من الجولات. وبالتالي فإن العرض وفر للمتسابقين حافزًا للتقدير غير المنحاز. أظهرت التحليلات الإحصائية من البيانات المجمعة «ملاحظة شديدة الوضوح عن انحياز أناني من توافق كاذب بالرغم من الحافز القوي للتقدير غير المنحاز للإجماع». يدعم هذا التحليل فرضية أن الانحياز الأناني نتيجة لتشويه إدراكي غير قصدي للواقع بدلًا من أن يكون دافعًا واعيًّا قصديًّا للظهور بصورة نمطية. 
من وجهة نظر علم النفس، يتضح أن الذكريات تُخزن في الذاكرة بنمط منحاز للأنا: تضخم الذاكرة دور الذات في خبرة الشخص لجعلها متعلقة به وبالتالي أسهل من حيث الاسترجاع. وبالتالي فإن ذكريات الطفولة المبكرة ستكون أصعب من حيث الاستدعاء، لأن شعور المرء بالذات لم يتطور بعد، لذلك فلا ترتبط الذكريات القديمة بالنفس بقوة الذكريات الجديدة. ربما تطور الانحياز الأناني من عصور الصيد وجمع الثمار، حيث كانت المجتمعات صغيرة ومعتمدة على بعضها بما فيه الكفاية لدرجة أن الأفراد يفترضون أن من حولهم لهم أشكال مشابهة. كانت النظرة المتمركزة حول الذات ستقلل من الحمل الإدراكي وتزيد من كفاءة التواصل. 